# Max Pfister (Politiker)
Max Pfister (* 10. März 1951; heimatberechtigt in Nebikon und Embrach) ist ein Schweizer Politiker (FDP).
Der ehemalige Geschäftsführer war ab 1995 im Regierungsrat des Kantons Luzern. 2000 und 2005 amtierte er als Schultheiss. Er leitete das Bau-, Umwelt- und Wirtschaftsdepartement und war stellvertretender Leiter des Finanzdepartementes. Bei den Wahlen 2011 trat er nicht mehr an.
Pfister ist verheiratet und wohnt in Nebikon.